# Les Criminelles
Pour plus de détails, voir Fiche technique et Distribution.
Les Criminelles est un film documentaire québécois réalisé par Jean-Claude Lord, sorti en 2012.
Produit avec un maigre budget de 9 000 $ ce documentaire porte sur la décriminalisation de la prostitution au Canada. 
La première du film a eu lieu en 2012 au Festival du cinéma international en Abitibi-Témiscamingue.

## Fiche technique
- Titre : Les Criminelles
- Réalisation : Jean-Claude Lord
- Scénario : Jean-Claude Lord
- Photographie : Serge Desrosiers
- Musique : Stéphane Deschamps
- Montage : Éric Genois
- Société de production : Films Prana 2000[3]
- Pays de production :  Canada
- Genre : documentaire
- Durée : 108 minutes
- Dates de sortie :
  - Canada : 28 octobre 2012 (avant-première au Festival du cinéma international en Abitibi-Témiscamingue) - 22 février 2013 (sortie en salles)

## Distribution
- Julie Prieur
- Jean-Claude Lord : narration